# Luis Montes Mieza
Luis Montes Mieza (castellà: Luis Montes)  (Villarino de los Aires, 1949 - Múrcia, 19 d'abril de 2018) va ser un metge anestesista espanyol, va ser coordinador del Servei d'Urgències de l'Hospital Severo Ochoa de Leganés, Madrid, on treballà com facultatiu. El 2009 va esdevenir President Federal de l'associació Dret a Morir Dignament.

## Biografia acadèmica i professional
Llicenciat en Medicina per la Universitat Complutense de Madrid, el 1987 ingressa com anestesiòleg en el recentment creat Hospital Severo Ochoa de Leganés, del que va ser Director i, des de l'any 2000 Coordinador d'Urgències, càrrec que va exercir fins al 2005.

## Cas Leganés

### Denuncia de la Conselleria de Sanitat de la Comunitat de Madrid contra Luis Montes i Miguel Ángel López - Sobreseïment
Al maig de 2005 Luis Montes Mieza i Miguel Ángel López Varas són investigats per la Conselleria de Sanitat de la Comunitat de Madrid, a càrrec de Manuel Lamela Fernández, a causa de dues denúncies anònimes en les quals se'ls acusava de sedacions en dosis elevades a malalts terminals en el Servei d'Urgències de l'Hospital Severo Ochoa que coordinava. Segons informacions de premsa, en aquest moment les morts en les urgències del Severo Ochoa triplicaven percentualment la mitjana dels restants hospitals madrilenys. L'informe presentat per la Conselleria de Sanitat identifica 73 casos de sedació realitzats de forma incorrecta entre l'1 de setembre de 2003 i el 8 de març de 2005. En 2005 el doctor Montes Mieza va ser destituït en el càrrec de coordinador a instàncies de Lamela. Segons informacions de premsa, després del cessament de Montes com a Director de les Urgències del Severo Ochoa, les morts en el servei es van reduir a la meitat. El gener de 2008, els tribunals van tancar el cas ratificant el sobreseïment en el que ja en el mes de juny de l'any 2007 havien determinat i suprimeix la fonamentació jurídica que es refereix a la mala praxi dels querellats.
Els tribunals van concloure, que les causes de les defuncions dels casos analitzats no poden ser atribuïdes amb certesa a la sedació, per la qual cosa no queda demostrada l'acusació, la qual cosa no significa que el Tribunal hagués dictaminat la inexistència de mala praxi.

### Denúncia de Luis Montes i Miguel Ángel López contra la Comissió d'Avaluació - Sobreseïment
El 28 de gener de 2009 Luis Montes Mieza i Miguel Ángel López van interposar una querella -admesa a tràmit- per denúncia falsa i falsedat contra Manuel Lamela Fernández i els sis metges signataris de l'informe amb el qual se'l va pretendre inculpar -Isidro Álvarez Martín, de la Conselleria de Sanitat; Hernán Cortés-Funes, de l'Hospital 12 de Octubre; Manuel Gómez Barón, de l'Hospital La Paz; Dolores Crespo Hervás, de l'Hospital Ramón y Cajal; Francisco López Timoneda, de l'Hospital Clínico de Madrid i Bartolomé Bonet Serra, de l'Hospital de Alcorcón-. En abril de 2011 la titular del Jutjat d'Instrucció Número 43 de Madrid acordà el "sobreseïment lliure i l'arxivament" de la querella.
Les querelles presentades per Montes contra Lamela, el diari El Mundo, Federico Jiménez Losantos i César Vidal van ser totes arxivades pels Tribunals i en alguns casos va ser condemnat a pagar costes.

### Denúncia de Luis Montes contra Miguel Ángel Rodríguez per injúries - Condemna
A l'abril de 2011 es va conèixer la sentència per la qual es condemnava a Miguel Ángel Rodríguez, antic portaveu del govern de José María Aznar al pagament de 30.000 euros com a autor d'un "delicte continuat d'injúria greu realitzat amb publicitat" contra Luis Montes Mieza.

## Presidència Federal de l'associació Dret a Morir Dignament
El 2009 va esdevenir President Federal de l'associació Dret a Morir Dignament, associació que defensa la despenalització de l'eutanàsia, l'accés universal a les cures pal·liatives hospitalàries i extrahospitalàries, a la sedació, la implantació i difusió del testament vital, i el dret a l'autonomia del pacient, així com el respecte a la seva voluntat i llibertat individual.

## Lleis de mort digna a Espanya
- 2010 - Andalusia - Llei de drets i garanties de la dignitat de la persona en el procés de la mort.[10]
- 2011 - Aragó - Llei de Cures Pal·liatives i Mort Digna.[11]
- 2011 - Navarra - Llei Foral de Drets i Garanties de la Dignitat de les Persones en el procés final de la vida.[12]

En 2011 el govern de José Luis Rodríguez Zapatero va promoure al Congrés una llei nacional sobre mort digna (sota el nom de Llei Reguladora dels Drets de la Persona davant el Procés Final de la Vida) que no va poder portar-se a tràmit davant la fi de la legislatura al novembre de 2011, amb la pretensió de regular a escala nacional bona part del que recullen les lleis territorials en les quals s'ha inspirat i que pretenen donar seguretat jurídica als professionals i garanties als pacients i familiars dins de la bona praxi mèdica.
Per a Luis Montes el projecte de llei nacional de mort digna a Espanya pretenia desenvolupar la Llei d'Autonomia del Pacient de 2002 -aprovada durant el govern del PP presidit per José María Aznar- però, seguia postergant el debat de l'eutanàsia, la disponibilitat de la pròpia vida- i la seva despenalització. Per Montes Mieza el projecte de llei millorava la seguretat jurídica de professionals i aclareix l'aplicació de les cures pal·liatives.